# بک هیوئیت
بک هیوئیت (به انگلیسی: Bec Hewitt) (زاده ۲۳ ژوئیه ۱۹۸۳) بازیگر استرالیایی است.
از کارهای معروف او می‌توان به بازی در مجموعه تلویزیونی خانه و دوری اشاره کرد.
او همسر لیتون هیوئیت است.